# Jardín Botánico Pania di Corfino

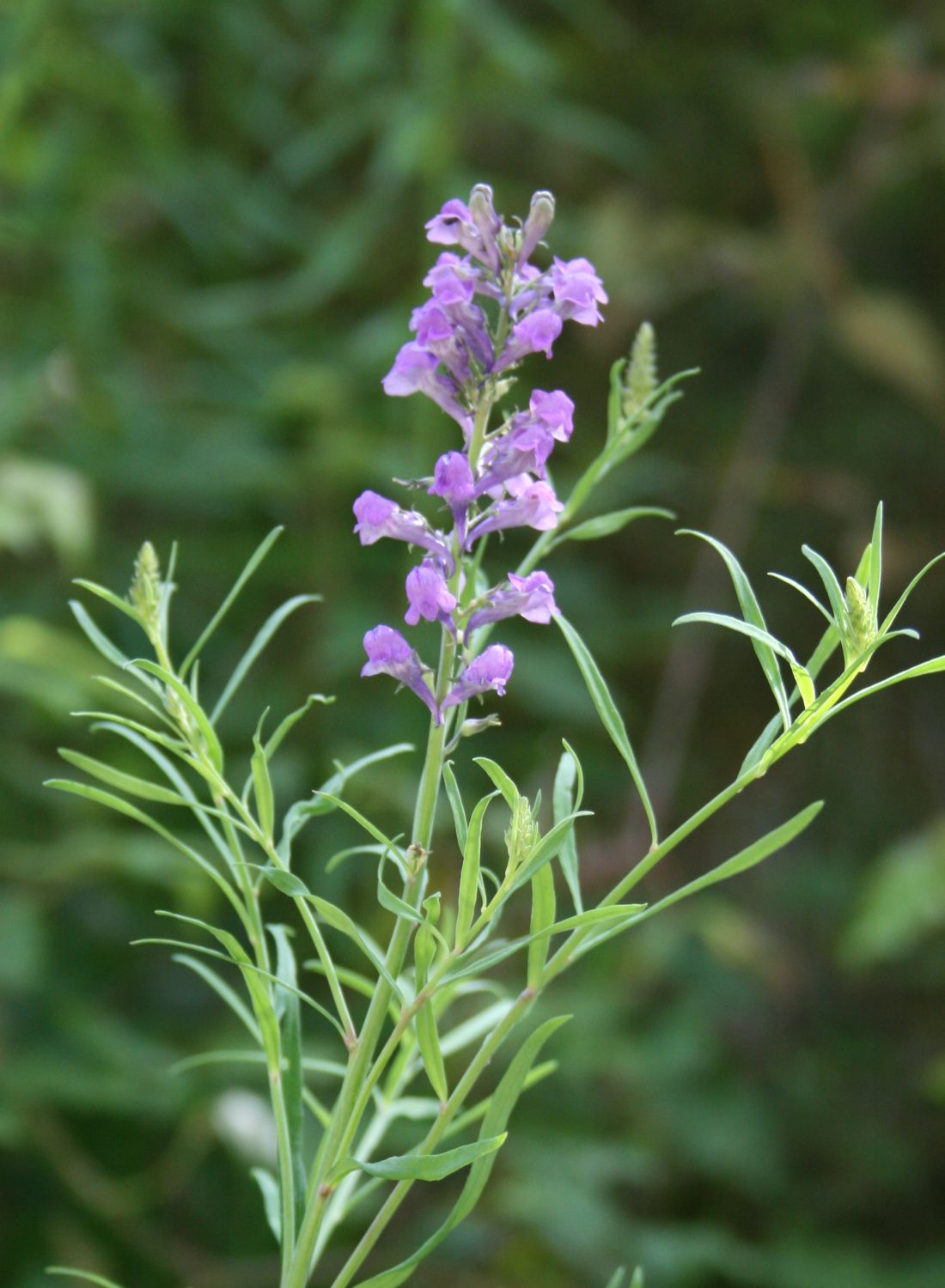
La inflorescencia de Linaria purpurea.

El Jardín Botánico Pania di Corfino (en italiano: Orto Botanico "Pania di Corfino") es un jardín botánico de algo menos de 1 hectárea de extensión en el interior del Parco dell'Orecchiella en la Toscana. Su código de reconocimiento internacional como institución botánica, así como las siglas de su herbario es LUC.

## Localización
Este jardín se encuentra ubicado a una altitud de 1370 m s. n. m. en el "Parco dell'Orecchiella" (178 hectáreas) en el grupo de montañas del mismo nombre en la localidad de Pie de Magnano.
Orto Botanico "Pania di Corfino", Parco dell'Orecchiella, Pie`Magnano, 55030 Corfino, Villa Collemandina, Provincia de Lucca, Toscana, Italia.44°10′23.1594″N 10°20′3.48″E / 44.173099833, 10.3343000
Está abierto todos los días en los meses cálidos del año. Se paga una tarifa de entrada.

## Historia
Jardín Botánico "Pania de Corfino" fue fundado en 1984 por iniciativa de la Comunidad de Montaña de la Garfagnana, que lo gestiona. 
Después de varios años de actividades encaminadas a la reestructuración de la zona, el jardín botánico se puso en funcionamiento al público en el verano de 1989 con la activación de un servicio de visitas guiadas y la construcción de un edificio con la función de hospedería y de laboratorio.

Incluido en el grupo de jardines botánicos de la provincia de Lucca, el jardín está diseñado para recoger y preservar la flora de los Apeninos de la Provincia de Lucca. 

## Colecciones
Dividido en secciones, se reproduce la vegetación típica de algunas zonas de los Apeninos y los Alpes Apuanos. Actualmente el jardín botánico alberga 400 variedades de plantas además de especímenes botánicos y fósiles.
Dependiendo de las secciones se encuentran: 
- Flora de matorrales, de zonas cercanas a esta cordillera de los Apeninos
- Arboreto que alberga a la flora de los bosques
- Lago artificial y humedales circundantes que son el hogar de la flora de los pantanos
- "Hortus Sanitatis", está dedicado a las plantas comestibles y medicinales de la tradición de Garfagnana.
- El jardín también cuenta con una colección que consiste en secciones xilológica longitudinal y transversal del tronco de varias especies de árboles del territorio de la Garfagnana. La colección es de gran interés para los propósitos educativos, ya que permite la práctica en las secciones de las plantas que se encuentran dentro y fuera del Jardín Botánico.

Entre las especies de interés se incluyen Alyssoides utriculata, Caltha palustris, Eriophorum sp., Erysimum pseudorhaeticum, Gentiana purpurea, Geum rivale, Globularia incanescens, Hesperis laciniata, Lilium bulbiferum subsp. croceum, Lilium martagon, Linaria purpurea, Orchis mascula, Paeonia officinalis, Primula apennina, Saxifraga callosa subsp. callosa, Sempervivum tectorum, Swertia perennis, y Trollius europaeus. 
Árboles y plantas leñosas Abies alba, Carpinus betulus, Castanea sativa, Fagus sylvatica, Juniperus nana, Lonicera alpigena, Ostrya carpinifolia, Picea excelsa, Prunus mahaleb, Rhododendron ferrugineum, y Sambucus racemosa.

## Actividades
Además de realizar una intensa actividad didáctica, el jardín promueve estudios e investigaciones, la supervisión de la organización de conferencias dedicadas al conocimiento del patrimonio natural de la Toscana.
En 1997 se estableció un jardín fenológico, que forma parte de la Red Internacional de Jardines fenológicos, que estudia los efectos del cambio climático en el desarrollo de plantas clonadas de la planta madre misma, de acuerdo con la diferencia de latitud. 
A la entrada del Jardín se presenta un abeto sub-fósiles que datan de alrededor del 1200.